# Delphine Bourson
Delphine Bourson-Drossaert, née le 26 avril 1969, est une golfeuse française.

## Palmarès amateurs

### Individuel
- Championne d'Europe (IELAC) individuelle en 1991 ( Schönborn Golf Club (Autriche));
- Championne d'Europe (IELAC) par équipes en 1989 (avec Sandrine Mendiburu, Caroline Bourtayre, Cécilia Mourgue d'Algue, Sophie Louapre, et Valérie Pamard);
- Championne de France, en 1990 (à Saint-Germain-lès-Corbeil (Coupe Jean Desprez));
- Vice-championne d'Europe (IELAC) individuelle en 1988 (Pedrena Golf Club (Espagne));
- Quadruple Vice-championne de France en 1989, 1991, 1992, et 1993;
- 3e des championnats d'Europe (IELAC) par équipes en 1993.